# 林敏驄
林敏驄（英語：Andrew Lam Man Chung，1959年3月27日—），曾用筆名石朗，香港演員、節目主持人、填詞人及跨媒體創作人，也獲譽為香港「無厘頭」兼「九唔搭八」（白話文為「牛頭不對馬咀」）始祖，是香港明星足球隊成員之一。

## 背景

### 早年生活
林敏驄在香港出生及於香港島北角邨長大，自小已受西洋音樂薰陶，就讀聖保羅男女中學附屬小學時期曾是其任職音樂科的母親的學生。1971年上午校畢業後，升讀聖保羅男女中學（中一至中五），與香港歌手陳百強是彼此不熟稔的中小學同班同學。童年時常從3樓住處爬到樓下與鄰居在渣華道官立小學的球場踢足球，在學期間與中學同班同學包以正參與樂隊活動，擅於繪畫人物掃描，但讀書表現遜色。他在參加香港中學會考之前一直活躍於足球運動，曾與王福榮同為同屆南華足球隊青年軍隊員，又曾效力東昇足球隊1年。及後畢業於香港理工學院設計系（3年制高級文憑），畢業未幾加入香港電台任職平面設計師。大學畢業前因繪畫能力不錯而入選當代藝術雙年展。

### 事業發展
林敏驄於1981年出道，為香港樂壇近代史上重要人物之一，因當時正為泰迪羅賓電影《胡越的故事》製作配樂的胞姊給他機會為泰迪羅賓「這是愛」一曲填詞，自此踏入填詞界，簽約成為寶麗金填詞人，其後多年為多位歌壇巨星創作了許多膾炙人口的經典歌曲，更以其創作才華在香港樂壇大放異彩，集作詞、作曲、主持、演員、作家、歌手、監製、設計師於一身。不單令譚詠麟及張國榮藉其獲獎作品成為1980年代的兩大天王，部分歌手的處女作均由林創作或者參賽時演譯林創作的作品而踏上成名之路，例如劉德華、肥媽、張衛健及李克勤。由於很快完成公司給予的填詞工作，他便利用空閑時間嘗試創作音樂，1980年代末重拾踢足球興趣，且成為香港明星足球隊成員。另一方面與友人合資開設錄音室。
林敏驄最著名的作品有譚詠麟的《忘不了你》、《愛在深秋》、《霧之戀》、《愛的根源》、《情（是永遠著迷）》、《幻影》、陳百強的《深愛著你》、《當我想起你》(曲、詞)、《迷失中有著你》、梅艷芳的《夢伴》、張國榮的《無心睡眠》、陳慧嫻的《跳舞街》、《花店》、關正傑與黃露儀的《常在我心間》、張學友的《溫馨》(曲、詞)、鍾鎮濤的《誠懇》、雷安娜的《彩雲曲》、蘇芮的《休息工作再工作》(曲、詞)等。
他自1987年起推出過數張個人或與其他藝人合作推出的大碟，雖錄得理想的唱片銷量，然而自覺不是當歌手的料子，加上開始嘗試演戲和主持節目，所以他沒有集中向歌手方向發展。當歌手亦是基於自己已經熟悉錄音室錄製歌曲的運作過程，想在填詞工作以外尋找其他樂趣。林敏驄同期與攝影師鄧鉅榮（Ringo Tang）合作為雜誌拍攝硬照。到了1988年，正在策劃搞笑節目的黎文卓得知林敏驄具引人發笑的天份並獲得時任電視廣播有限公司副製作經理吳雨支持，而邀請他主持《點解咁好笑》。該節目是林首個主持的電視節目，播出後一度錄得高收視。
1987年因與曾志偉主持其胞姐作品展《林敏怡 傾城之夜作品演唱會》成為好友，之後兩人出版《冇有線電台》系列大碟，並開始把多年改編歌曲的歌詞的經驗放在電影及電視上，例如《福星闖江湖》把許冠傑的《紙船》改編成《屎渠》以及《安樂戰場》改編譚詠麟的《孩兒》。時任亞洲電視總監周梁淑怡於1990年重金禮聘林過檔亞洲電視，與曾志偉主持搞笑節目《開心主流派》及《開心主流派1991》，其創作的《開心字典》深受觀眾歡迎，令曾志偉於1992年加入無綫電視成為「金牌司儀」。
林踏入1990年代填詞數量大幅減少，後來接受雜誌訪問時解釋謂：「於填詞界五年已寫盡別人一世寫唔到嘅嘢。」。另外當時他認為自己已踏上填詞界的高峰（已寫出令人動容的內容），而且留意到唱片公司老闆包辦幕後製作，包括填詞工作，目的是要力捧公司新人。這種樂壇發展前景最終使他選擇淡出填詞界，往後多以開玩笑性質推出新作。
縱使工作逐步由幕後轉營為前線，仍有部分透過林加入娛樂圈或者與林合作節目增加知名度，例如麥玲玲、高海寧；梅小惠、陳敏之，甚至有外地藝人透過林創作的作品前往香港繼續發展其事業，例如張敬軒、波多野裕介。1990年代末他為查小欣主理的「Show8」娛樂新聞網站作商業演出。2001年北京申辦奧運時為北京出生的黎明填寫主題曲《相約在北京》。
林敏驄於2008年和好友曾志偉舉行6場口碑極佳的《棟溝笑》，2009年獲環球唱片出版《林敏驄經典作品50 - 都是愛情惹的歌》作品集，共有3張光碟。他曾於2014-2015年度微笑企業大獎頒獎典禮中擔任微笑大使，頒獎予港澳地區多個於微笑服務表現優異的企業。2016年，他憑電影《全力扣殺》中「戚冠軍」一角提名第35香港電影金像獎最佳男配角。
2022年5月，林敏驄獲無綫電視總經理曾志偉邀請，接替姜皓文參演個人首套劇集《下流上車族》，並擔任男主角。《下流上車族》於同年10月播出，林敏驄於此劇飾演「車志明」一角，受到觀眾注目。同年年尾，林敏驄憑此劇入圍《萬千星輝頒獎典禮2022》「最佳男主角」最後五強，惟敗於《金宵大廈2》的陳山聰，但與《下流上車族》一眾演員獲得「最佳劇集」獎。而林敏驄也與江美儀入圍「最受歡迎電視拍檔」最後五強，以及與文凱婷憑合唱的主題曲《一家人》入圍「最受歡迎電視歌曲」最後五強。

## 家庭
林敏驄胞姊林敏怡是著名音樂人。他在1997年於接受訪問時認識落選港姐陳伶俐，同年公開戀情，1年後因陳伶俐懷孕而宣佈婚訊，二人於1998年10月19日正式註冊結婚。婚後育有兩名兒子，長子Lincoln於1999年出生，乳名林肯，次子Yohji於2004年出生。2008年7月24日，林宣佈與陳離婚，結束十年的婚姻，兒子撫養權則歸於陳。
2008年8月7日明報透露，林敏驄於1990年11月曾與李美鳳秘密結婚，五年後離婚，對此雙方均未有否認，李美鳳更於2009年表示當年不公開婚訊是因為怕影響事業，但兩人不避嫌一同參加八八水災的籌款活動。

## 演出作品

### 電影
- 詳見外部連結中的「香港影庫」

| 年 份  | 片 名                    | 角 色      | 合 作                                                                                | 性質             |
| 1989年 | 福星臨門                 | 葉史文     | 曾志偉、劉嘉玲、張學友、吳君如、陳奕詩                                               | 演員、原創音樂   |
| 1989年 | 發達先生                 | 阿聰       | 陳友、邱淑貞、喬宏                                                                   | 演員、原創音樂   |
| 1989年 | 奇蹟                     | 麗池主持   | 成龍、梅艷芳                                                                         | 客串             |
| 1989年 | 單身貴族                 | James      | 鄭裕玲、吳家麗                                                                       | 客串             |
| 1989年 | 大男人小傳               | 林寶堅     | 王敏德、任達華                                                                       |                  |
| 1990年 | 鬼咬鬼                   | 史公子     | 洪金寶、林正英、龔慈恩                                                               |                  |
| 1990年 | 脂粉雙雄                 |            | 洪金寶、譚詠麟、唐麗球、朱慧珊                                                       | 客串             |
| 1990年 | 笑星撞地球               | 毛厘頭     | 曾志偉、李美鳳、廖偉雄、胡大為                                                       |                  |
| 1990年 | 衰鬼撬墙腳               | 阿聰       | 陳友、王文君、吳耀漢                                                                 |                  |
| 1993年 | 一屋哨牙鬼               |            | 曾志偉、吳君如、林志穎、朱茵                                                         | 配樂             |
| 1997年 | 情人盒子（Chinese Box）  | 婚禮攝影師 | 鞏俐、許冠文                                                                         |                  |
| 2001年 | 決一死戰                 |            | 八両金、羅家英、梁焯滿                                                               |                  |
| 2010年 | 七十二家租客             | 醫生       | 張學友、王祖藍                                                                       | 被剪掉           |
| 2013年 | 2013我愛HK恭囍發財       | 道友       | 黃宗澤、徐子珊                                                                       |                  |
| 2013年 | 重口味                   | 賣魚佬     | 關楚耀、小肥、衛詩雅                                                                 |                  |
| 2014年 | 男人唔可以窮             |            | 黃宗澤                                                                               |                  |
| 2015年 | 全力扣殺                 | 戚冠軍     | 鄭伊健、何超儀、邵音音、梁漢文、劉浩龍、鄭中基                                       |                  |
| 2017年 | 西謊極落之太爆太子太空艙 | 成         | 周柏豪、連詩雅、張繼聰、鄭欣宜、蔡瀚億、林盛斌、雨僑                                 |                  |
| 2018年 | 一家大晒                 | 武德強     | 李思捷、狄龍、錢小豪、元秋、蘇玉華、羅家英、廖偉雄、羅梓龍                           |                  |
| 2018年 | 八步半喜怒哀樂           | 阿聰       | 蘇麗珊                                                                               |                  |
| 2019年 | 如珠如寶                 | 院長       | 王菀之、張繼聰、邵音音、林盛斌、泰迪羅賓、吳耀漢、洪金寶、恬妞、梁小龍、林雪、莊韻澄 | 自編、自導、自演 |
| 2020年 | 家有囍事2020             | 院長       | 黃百鳴、張智霖、周秀娜                                                               | 客串             |
| 2021年 | 假冒女團                 | 司徒老闆   | 盧瀚霆、蘇皓兒、李靜儀、李炘頤、陳紫萱、陳葦璇、陳婉婷、張凱娸                       | 友情演出         |
| 待定   | 觸電                     | 車仔       | 柯煒林、伍詠薇、陳穎欣、蘇皓兒、羅莽、馮素波、盧慧敏、陳毅燊、陳苡臻、吳肇軒         |                  |

### 電視劇
| 年 份  | 劇 名      | 角 色  | 合作演員                               | 電視台   |
| 2022年 | 下流上車族 | 車志明 | 江美儀、鮑起靜、郭柏妍、羅毓儀、鄧智堅 | 無綫電視 |

### 音樂劇
| 年 份  | 劇 名          | 角 色  | 合作演員               |
| 1988年 | 神奇旅程樂穿梭 | 黑卡邦 | 鄭秀文、黃凱芹、陳百強 |

### 電視節目

#### 主持
| 年份        | 節目                     | 合作主持                                                           | 電視台       |
| ----------- | ------------------------ | ------------------------------------------------------------------ | ------------ |
| 1988年      | 點解咁好笑               | 杜德偉                                                             | 無綫電視     |
| 1988年      | 潮流拍子機               | 杜德偉、李克勤、周慧敏、陳慧嫻                                     | 無綫電視     |
| 1989年      | 勁歌金曲                 | 鄭丹瑞、胡楓、雷宇揚、盧敏儀、周慧敏、李麗蕊                       | 無綫電視     |
| 1989年      | 勁歌金曲第一季季選       | 鄭丹瑞、胡楓、雷宇揚、盧敏儀、周慧敏、李麗蕊                       | 無綫電視     |
| 1989年      | 星光熠熠耀保良           | 鄭裕玲、夏雨、曾志偉                                               | 無綫電視     |
| 1990年      | 開心主流派               | 曾志偉                                                             | 亞洲電視     |
| 1990年      | 台慶 - 創業獻光華        | 伍詠薇、李香琴、翁虹、黃霑、符鈺晶、曾志偉、劉志榮、鄧梓峰、顧紀筠 | 亞洲電視     |
| 1991年      | 開心主流派1991           | 曾志偉                                                             | 亞洲電視     |
| 1998年      | 急救香港                 | 羅家英                                                             | 亞洲電視     |
| 1999-2001年 | 60分鐘孖煙通             | 鄺偉明                                                             | 香港有線電視 |
| 2002年      | 香港鬆一鬆               | 廖偉雄、苑瓊丹、黎彼得                                             | 無綫電視     |
| 2006年      | 雪雪聲動物凍運會         | 周麗淇                                                             | 無綫電視     |
| 2006年      | 心大心細                 | 歐倩怡                                                             | 無綫電視     |
| 2006年      | 頂CUP世界盃越鬥越強      | 李克勤、陳百祥、周麗淇、官恩娜、韓君婷、袁彩雲                     | 無綫電視     |
| 2007年      | 心大心細                 | 楊思琦                                                             | 無綫電視     |
| 2008年      | 三個女人一個噓           |                                                                    | 無綫電視     |
| 2008-2009年 | 大龍鳳茶樓               | 周中、鄭智恆                                                       | 無綫電視     |
| 2011年      | 智醒智勁四方城           | 譚杏藍、陳綺雯                                                     | 亞洲電視     |
| 2018年      | Good Night Show 全民星戰 | 梁漢文                                                             | 香港電視娛樂 |

### 廣告
| 年份   | 公司                   | 合作演出 |
| ------ | ---------------------- | -------- |
| 1994年 | 玉泉忌廉               | 胡慧冲   |
| 2015年 | 詩琳美容               | 徐子珊   |
| 2016年 | 領展                   | 伍詠薇   |
| 2016年 | FWD富衛保險            | 鄭中基   |
| 2017年 | 日產 SERENA            |          |
| 2017年 | Microsoft Surface Book |          |
| 2022年 | 小米11T系列            |          |

### 演唱會
| 年份          |                                       |
| ------------- | ------------------------------------- |
| 2017年1月28日 | 鄭中基《Play It Again》世界巡迴演唱會 |

### 音樂錄像
| 年份   | 歌名                   | 合作演出       |
| ------ | ---------------------- | -------------- |
| 1984年 | 譚詠麟 - 夏日寒風      |                |
| 2018年 | 薛家燕 - CAPTAIN NANCY | 田啟文、邵音音 |

## 音樂作品
林敏驄作曲、填詞的作品主要出版於八十及九十年代：
1981年
| | |
| - 泰迪羅賓 - 金縷衣 - 泰迪羅賓 - 這是愛 - 泰迪羅賓 - 以往 - 雷安娜 - 彩雲曲 - 雷安娜 - 美麗的童話 - 蔣麗萍 - 今天怎知道 | - 鍾鎮濤 - 輕飄遠方路 - 譚詠麟 - 想將來 - 譚詠麟 - 情兩牽 - 譚詠麟 - 忘不了您 - 關正傑 - 在原野上 - 關正傑 - 小生命 |

1982年
| | |
| - 王雅文 - 生命的光芒 - 王雅文 - 夢幻樂園 - 谷村新司 - 心底巨星（粵語詞部分） - 谷村新司 - 愛的深谷（粵語詞部分） - 張國榮 - 流浪 - 張國榮 - 共你別離（以筆名石朗填詞） - 許冠英 - 鍾情於妳 - 許冠傑 - 是你那一吻 - 彭健新 - 可愛的笑容 - 彭健新、彭嘉碧 - 贈言 - 彭健新 - 這世界裡 - 雷安娜 - 做個木頭人 - 雷安娜 - 遠方天外 - 雷安娜 - 網起浪花 - 雷安娜 - 一個燈火 | - 雷安娜 - 別後 - 蔡國權 - 夢 - 蔡國權 - 常在我身邊 - 譚詠麟 - 柔柔河畔 - 譚詠麟 - 請說聲再會 - 譚詠麟 - 那次到海邊 - 譚詠麟 - 精工體育'82 - 譚詠麟 - 夜長夢多 - 譚詠麟 - 旭日 - 關正傑 - 與你一起渡過 - 關正傑 - 願我永遠不用想你 - 關正傑 - 漁父 - 關菊英 - 舞影 - 露雲娜 - 活躍微風裡 - 露雲娜 - 心中滿是愛 - 區瑞強 - 佳人 |

1983年
| | |
| - 杜麗莎 - 假如 - 汪明荃 - 季雨的憂鬱 - 汪明荃 - 傾城之戀 - 汪明荃 - 教我做個夢 - 徐小明 - 離情 - 徐小明 - 青草的故鄉 - 張國榮 - 戀愛交叉 - 張國榮 - 燕子的故事 - 張國榮 - 妳的一切 - 梅艷芳 - 殘月碎春風 - 梅艷芳 - 一個字 - 陳百強 - 仁愛的心 - 陳百強 - 從前 - 陳百強 - 傻望 - 陳百強 - 醋意 - 陳美齡 - 請你不要走 - 彭健新 - 聲音 - 彭健新 - 愛的蹤影 - 彭健新 - 收音機 - 雷安娜 - 因你心中有我 - 雷安娜 - 永遠陪住你 | - 溫拿樂隊 - 陪著她 - 蔡國權 - 六指琴魔 - 蔡國權 - 想起你 - 蔡楓華 - 繼續去 - 蔡楓華 - 怎會愛著你 - 蔣麗萍 - 灰色的心 - 蔣麗萍 - 黎明 - 蔣麗萍 - 一片白雲 - 鍾文康 - 開心屬於我 - 鍾文康 - 當我還小時 - 鍾鎮濤 - 寂寞的我 - 鍾鎮濤 - 虎威 - 鍾鎮濤 - Oh Julie好啱Key - 羅 文 - 故鄉 - 羅 文 - 島的一方 - 譚詠麟 - 影子 - 譚詠麟 - 幻影 - 譚詠麟 - 俾我試一次 - 譚詠麟 - 我心只有你 - 關正傑、黃露儀 - 常在我心間..愛你不分早晚 - 關菊英 - 但願 |

1984年
| | |
| - 小虎隊 - Everybody - 小虎隊 - 早晨校長 - 方伊琪 - 久違了 - 方伊琪 - 窗 - 方伊琪 - 落日海灘 - 方伊琪 - 白色別墅 - 王雅文 - 夜影 - 王雅文 - 可否陪伴我多一次 - 王雅文 - 狂風 - 呂 方 - 可會遺忘 - 李龍基 - 印度洋 - 林子祥 - 石像 - 林子祥 - 此情可待 - 林子祥 - 說聲珍重 - 林珊珊 - 門外那是誰 - 威 利 - 妳，祇有妳 - 威 利 - 艾奧樂園 - 夏韶聲 - 過去是昨天 - 夏韶聲 - 舊枕頭 - 夏韶聲 - 相擁到黎明 - 徐小鳳 - 電話 - 徐小鳳 - 愛的歌 - 區瑞強 - 夏日茶座 - 張國榮 - 藍色憂鬱 | - 陳百強 - 你會否不再想起我 - 陳百強 - 黑的幻覺 - 陳迪匡 - 小島春巴布 - 彭健新 - 愛是擁有（曲、詞） - 彭健新 - 舊的愛火 - 彭健新 - 划艇真輕鬆 - 葉振棠 - 愛的冰封 - 葉振棠 - 疾跑 - 葉振棠、葉麗儀 - 怪獸一雙 - 葉麗儀 - 相親相愛相戀 - 葉麗儀 - 寒夜冷風中 - 雷安娜 - 破裂 - 雷安娜 - 深海潛水艇 - 蔡國權 - 苦惱嘅玩意 - 蔣麗萍 - 深海潛水艇 - 盧冠廷 - 失戀的海盜 - 譚詠麟 - 霧之戀 - 譚詠麟 - 愛的根源 - 譚詠麟 - 都市戀歌 - 譚詠麟 - 愛在深秋 - 譚詠麟 - 南風 - 關正傑 - 靜 - 關正傑 - 舞會 |

1985年
| | |
| - 小虎隊 - 彩虹激光 - 吳夏萍 - 仍望你 - 吳夏萍 - 時來運轉 - 杜麗莎 - 傷透心 - 林珊珊 - 等你 - 夏韶聲 - 碎動 - 夏韶聲 - 雪影 - 夏韶聲 - 深信著愛 - 區瑞強 - 炎熱大厦 - 張國榮 - 少女心事 - 張德蘭 - 心裡樂半朝 - 張學友 - 愛的卡幫 - 張學友 - 甜夢 - 張學友 - 溫柔 - 張學友 - 交叉算了 - 梅艷芳 - 夢伴 - 許冠傑 - 長夜裡的相隨 - 許冠傑 - Sexy Girl - 陳百強 - 深愛著你 - 陳百強 - 傷心人 - 陳百強 - 最深刻的記憶 - 陳美玲 - 葡萄園 - 陳嘉玲 - 全為愛你 - 陳慧嫻 - 花店 - 陳慧嫻 - 心裡的刀痕 - 陳慧嫻 - 為何仍是你（曲、詞） - 開心少女組 - 新的一天 - 開心少女組 - 這種心理 | - 葉蒨文 - 迷惑 - 葉蒨文 - 只想擁有你 - 雷安娜 - 戀愛熱潮 - 劉德華 - 只知道此刻愛你 - 劉德華 - 飛鳥 - 劉德華 - 愛的終結 - 蔡國權 - 吉人天相 - 蔡國權 - 面龐的探訪 - 蔡國權 - 新的指引 - 蔡國權、露雲娜 - 每篇愛詩 - 盧業瑂 - 雲淚 - 鍾鎮濤 - 淚之旅 - 鍾鎮濤 - 活在記念中 - 鍾鎮濤 - 藍眼 - 鍾鎮濤 - 黃昏（曲、詞） - 鍾鎮濤 - 讓我疾跑 - 譚詠麟 - 情（是永遠着迷） - 譚詠麟 - 此刻您在何處 - 譚詠麟 - 最愛的你 - 譚詠麟 - 世外情 - 譚詠麟 - 命途戰士 - 譚詠麟 - 編織 - 關正傑 - 長夜裡 - 關正傑 - 留在我身邊 - 露雲娜 - 暗藍 - 露雲娜 - 只知相愛不知為何 - 露雲娜 - 愛的火花Dynamite - 洛詩婷（Christine Samson） - 畫家（曲、詞） |

1986年
| | |
| - 蔡國權 - 理髮店 - 李克勤 - 雨景（曲、詞） - 劉美君 - 隔（曲、詞） - 張國榮 - 打開信箱 - 許冠傑 - 懷傷 - 陳慧嫻 - 跳舞街 - 陳慧嫻 - 路 - 徐小鳳 - 歲月（逝如風） - 徐小鳳 - 夢飛行 - 麥潔文 - 蝎色心臟 - 麥潔文 - 磨擦 - 陳美齡 - 風之女神 - 陳美齡 - 海灘細雨 - 陳美齡 - Two People Together - 葉蒨文 - 以前 - 譚詠麟 - 永不想你（曲、詞） - 譚詠麟 - 最佳福星 - 柳影虹 - 說謊的浪子 - 梅艷芳 - 來來星屑港 - 梅艷芳 - 某一天 - 葉振棠 - 無愛的心 - 張學友 - 征途 - 張學友 - 相愛 - 張學友 - 溫馨（曲、詞） | - 周潤發、林青霞 - 夢中情 - 林楚麒 - 奇緣 - 林楚麒 - 我愛DJ - 鍾鎮濤 - 香腸蚊帳機關槍 - 鍾鎮濤 - 默然 - 鍾鎮濤 - 魅幻 - 陳潔靈 - 再見Sayonara - 陳潔靈 - 羊群伴我失眠 - 陳秀雯 - 忘記 - 林姍姍 - 天天都有趣 - 林姍姍 - 大鳥龜與小螞蟻 - 蔣麗萍 - 黑暗 - 蔣麗萍 - 深淵 - 蔣麗萍 - 念記（曲、詞） - 甄 妮 - 身體哭泣 - 陳百強 - 家 - 陳百強 - 當我想起你（曲、詞） - 陳百強 - 誰能忘記 - 陳百強 - 真摯的愛 - 陳百強 - 迷失中有著你 - 周啟生 - 戲院 - 上山安娜 - 考古 |

1987年
| | |
| - 張國榮 - 無心睡眠 - 蘇 芮 - 休息工作再工作（曲、詞） - 陳慧嫻 - 變，變，變變變 - 鍾鎮濤 - 誠懇 - 譚詠麟 - 黃昏的聲音 - 鮑翠薇 - 心上雨 - 葉蒨文 - 可否想一想 - 徐小鳳 - 藍 - 徐小鳳 - 依然 - 徐小鳳 - 幾番歸鳥 - 麥潔文 - 蝎色心臟 - Maria Cordero - 要爭取快樂(嘥氣) - Chyna - 在這方(Chynagirl) - 梅艷芳 - 放鬆 - 梅艷芳 - 反覆的愛 | - 張學友 - 外星客 - 張學友 - 在我心深處（曲） - 張學友 - 等你 - 鍾鎮濤 - 非洲黑森林寫真集一日遊 - 鍾鎮濤 - 仍是那樣（曲） - 鍾鎮濤 - 為你醉心 - 鍾鎮濤 - 絲線(默然II) - 鍾鎮濤 - 抱緊 - 鍾鎮濤、鄺美雲 - 仍然心在想妳 - 陳松伶 - 月球在轉 - 林姍姍 - 不斷懷念 - 杜德偉 - 縱使一天 - 林敏驄 - 自妳去後（曲、詞） - 周啟生 - 捨不得你（曲、詞） - 蔡楓華 - Lonely Night |

1988年
| | |
| - 張國榮 - 濃情 - 張國榮 - 內心爭鬥 - 張學友 - 長相依 - 陳慧嫻 - Bad Girl - 陳慧嫻 - 地球大追蹤 - 杜麗莎 - 若你要離開我 - 鍾鎮濤 - 晴朗 - 劉美君 - 浪漫時光 - 陳潔靈 - 無言地離去 - 麥潔文 - 觀鳥 | - 杜德偉、林敏驄 - 眼光光 - 李克勤 - 若是有一日 - 譚詠麟 - Baby - 陳百強 - 怎算滿意（曲、詞） - 鄺美雲 - 雨中的心 - 溫拿 - 得寵 - 溫拿 - 要約妳去街 - 黃凱芹 - 五月過後 - 鄧萃雯 - 消失在風裡（曲、詞） |

1989年
| | |
| - 關淑怡 - 再會 - 關淑怡 - 暗戀 - 張學友 - 仍是會喜歡你（曲、詞） - 張學友 - 圈圈 - 鍾鎮濤 - 愛的感覺裡 - 鍾鎮濤 - 破浪 - 鍾鎮濤 - 想妳的方向 - 林楚麒 - 情濃 - 麥偉豪 - 長夜到曙光 - 吳國敬 - 搖搖這東西 - 風之Group - 愛琴海(風之谷) | - 譚耀文 - 令我心碎的女子 - 譚耀文 - 撕開的筆記 - 譚耀文 - 妳是雨天下降的名字（曲、詞） - 譚耀文 - 明日黃昏 - 陳思彤 - 夜市 - 歐陽德勛 - 沒有妳在旁（曲、詞） - 曾志偉、林敏驄 - 叉瀨 - 曾志偉、林敏驄 - 大約是同志 - 曾志偉、林敏驄 - 朋友兩個 - 曾志偉、林敏驄 - 酒杯敲你個頭 - 曾志偉、林敏驄 - 皮球大合唱 - 曾志偉 - 癲鳥 - 林敏驄 - 捉蝙蝠 |

1990年
| | |
| - 黃 翊、王靖雯 - 遲到的愛 - 鍾鎮濤 - 勁女子 - 譚耀文 - 懷念 - 曾志偉、林敏驄、廖偉雄、胡大為 - 人生路上（曲、詞） - 曾志偉、林敏驄 - 擺下擺下（曲、詞） - 曾志偉、林敏驄 - 春天大全盒 - 曾志偉、林敏驄 - 三姨 | - 曾志偉、林敏驄 - 我無厘頭可是我很溫柔 - 曾志偉、林敏驄 - 杯麵 - 林敏驄 - 仔 (午夜嗚) - 曾志偉 - 傻佬 - 曾志偉 - 勝出是時候 |

1991年
| | |
| - 李美鳳 - 深愛您（曲、詞） - 李美鳳 - 全部愛全為您 - 李美鳳 - 只需要留下你（曲） - 林敏驄 - 你是我的一絲暖意（曲、詞） - 鄭梓浩 - 在想起妳的我 | - 鄺美雲 - 蠻 - 關淑怡 - 午夜狂奔 - 關淑怡 - 過份 - 關淑怡 - 梵音 - 曾志偉、林敏驄 - 是你，是你（曲、詞） |

1992年
| | |
| - 王靖雯 - 愛侶 - 李美鳳 - 每次愛過後 - 李美鳳 - 某一天（曲、詞） - 李美鳳 - 留戀 - 李美鳳 - 沒法淡忘（曲、詞） - 李美鳳 - 情深透（曲、詞） - 李美鳳 - 巴黎（曲、詞） - 李家明 - 信是有緣 | - 夏韶聲、李美鳳 - 仍會是你（曲、詞） - 張衛健 - 大頭佛 - 莫鎮賢 - 情不再（曲、詞） - 陳百強 - 離不開 - 黎 明 - I Love U OK?! - 譚詠麟 - 再等幾天 - 關淑怡 - 失意女奴 - 關淑怡 - 眾心 |

1993年
| | |
| - 梁朝偉、梁家輝、鄭丹瑞 - 風塵三俠 - 王馨平 - 沉默的火花（詞） - 吳岱融 - 傷心地掛念你（曲、詞、編） - 阮兆祥、梁榮忠 - 扮膠袋的人（編） - 阮兆祥、梁詠琳 - 再合唱這首愛歌（曲、詞） - 周慧敏 -「阿瑪遜河」 - 周慧敏 - 錯 - 李子雄、方曉紅 - 心動（詞） - 陶大宇、楊得時、歐陽震華、吳岱融、許紹雄、劉青雲 - 夕陽無限好（編） - 袁潔瑩 - 迷情 - 溫拿 - 輕輕微微 | - 袁詠儀、劉青雲 - 這生裡的最美（編） - 黃子揚、黎芷珊 - 一晚之間（詞、編） - 趙學而 - 我可以不愛你（曲、詞、編） - 譚詠麟 - 呼呼風中痛楚 - 羅 文 - 疾風的歲月 - 羅 文 - 玄玄是緣 - 鍾鎮濤 - 如妳說以後 - 關禮傑、許紹雄、歐陽震華、黃子揚、黃智賢、阮兆祥、王書麒、黎芷珊、梁詠琳、李懿樺、陳寶儀、趙學而 - 卡拉恭喜（詞） - 梁朝偉、梁家輝 - Tell Laura I love you（粵語詞部分） |

1994年
| | |
| - 王馨平 - 當戀愛掉進生命內（曲、詞） - 李克勤 - 愛是這樣傷感的（曲、詞、編） - 周慧敏 - 心軟 - 周慧敏 - 雨天...(的來電) - 海俊傑 - See you - 郭富城 - 個個讚你乖 - 彭 羚 - 有著你......多麼美 | - 譚詠麟 - 喜愛 - 譚詠麟 - 在2048年（曲、詞） - 譚詠麟、關淑怡 - 單身一族 - 關淑怡 - 驚世感覺（曲、詞、編） - 關淑怡 - 平靜裡的一盞燈 - 關淑怡 - 緊張（曲、編） - 曾志偉、林敏驄 - 攪事世界盃 |

1995年
|                                                                     |                                     |
| - CD Voice、王馨平、湯寶如 - 出位地帶 - 楊采妮 - 神話 - 黎瑞恩 - 你 | - 黎瑞恩 - 母親 - 譚詠麟 - Lucianna |

1996年
|                                                              |                                                             |
| - 陳 琪 - 業餘特工隊 - 陳慧嫻 - 問題女人 - 譚詠麟 - 情在雪天 | - 譚詠麟 - 讓我繼續忘記你（曲、詞） - 譚詠麟 - 沒框框的逍遙 |

1997年
|                          |                 |
| - 群 星 - 心經（曲、編） | - 關淑怡 - 傳染 |

1998年
|                                                             |                                                           |
| - 曾志偉 - 潔廁潔廁洗廁所 - 曾志偉、錢嘉樂、林曉峰 - 大懲罰 | - 曾志偉、錢嘉樂、林曉峰 - Super 無敵獎門人 - 葉蒨文 - 屋 |

1999年
|                       |  |
| - 張學友 - 三思而後行 |  |

2000年
|                                           |  |
| - 譚詠麟 - mmmbop世界大同 - 張立基 - 蛇舞 |  |

2001年
|                                                                                       |                                                          |
| - 王 傑 - 萬歲 - 王 傑 - 我唔講粗口 - 汪明荃 - 佩夫人止咳露主題曲 - 張衞健 - 虛虛實實 | - 黎 明 - 相約在北京 - 蘇有朋 - 深情 - 蘇有朋 - 102%愛情 |

2002年
|                  |  |
| - 王 傑 - 夢土上 |  |

2003年
|                |  |
| - 群 星 - 致敬 |  |

2008年
|                                     |  |
| - 曾志偉、林敏驄 - 棟溝笑（曲、詞） |  |

2009年
|                            |                             |
| - 莫鎮賢 - 快樂怪魔...泛濫 | - 譚詠麟 - 那些感動過人的歌 |

2010年
|                                                     |                       |
| - 杜麗莎、梅天悅 - 我對你的愛 - 陳奕迅 - 葉問風中轉 | - 溫拿樂隊 - 樂壇風雲 |

2011年
|                                    |                                       |
| - 王馨平 - 家後 - 草 蜢 - 華麗舞台 | - 曹震豪 - 安啦安啦 - 關楚耀 - 別再躲 |

2012年
|                  |                   |
| - 草 蜢 - 放假啦 | - 譚詠麟 - 玩不起 |

2014年
|                    |  |
| - 群 星 - 祝福香港 |  |

2015年
|                                       |                                                           |
| - 天堂鳥 - 說天說地 - 吳雨霏 - 真過份 | - 群 星 - 來吧！人類要奔放 - 顏福偉 - Don't Beat The Kids |

2016年
|                         |  |
| - E-kids - 全部都係Kids |  |

2017年
|                                 |  |
| - Josie & the Uni Boys - 何飄移 |  |

2019年
|                     |  |
| - 王菀之 - 花花草草 |  |

2022年
|                                     |  |
| - 林敏驄、文凱婷 - 一家人（曲、詞） |  |

2023年
|                                                 |  |
| - 譚日康 - 龍影再現（李小龍逝世50周年紀念作品） |  |

## 獎項及提名

### 得獎歌曲
| | |
| - 1981年十大中文金曲 : - 譚詠麟 - 想將來 - 1983年十大中文金曲 : - 關正傑 / 黃露儀 - 常在我心間 - 1983年度十大勁歌金曲 : - 關正傑 / 黃露儀 - 常在我心間 (同時獲得季選最受歡迎獎) - 1984年十大中文金曲 : - 譚詠麟 - 愛的根源 - 譚詠麟 - 愛在深秋 - 1984年度十大勁歌金曲 : - 譚詠麟 - 愛的根源 - 譚詠麟 - 愛在深秋 (同時獲得最佳作詞獎) - 譚詠麟 - 幻影 | - 1986年度十大勁歌金曲 : - 梅艷芳 - 夢伴 - DISCO 最受歡迎歌曲獎: 陳慧嫻 - 跳舞街 - 1987年十大中文金曲 : - 鍾鎮濤 - 誠懇 - 張國榮 - 無心睡眠 - 1987年度十大勁歌金曲 : - 張國榮 - 無心睡眠 - 1987年中文歌曲擂台獎巨星演唱會 : - 鍾鎮濤 - 誠懇 - 張國榮 - 無心睡眠 - 2011年度十大勁歌金曲 : - 草蜢 - 華麗舞台 |

### 電視及電影
| 年份   | 頒獎典禮                | 獎項                    | 影片／作品             | 角色／作品             | 結果     |
| ------ | ----------------------- | ----------------------- | ---------------------- | ---------------------- | -------- |
| 1983年 | 第2屆香港電影金像獎     | 最佳主題曲              | 《彩雲曲》             | 彩雲曲                 | 提名     |
| 1985年 | 第4屆香港電影金像獎     | 最佳電影歌曲            | 《君子好逑》           | 愛的根源               | 提名     |
| 1985年 | 第4屆香港電影金像獎     | 最佳電影歌曲            | 《陰陽錯》             | 幻影                   | 提名     |
| 1988年 | 第7屆香港電影金像獎     | 最佳電影歌曲            | 《龍虎風雲》           | 要爭取快樂             | 提名     |
| 2016年 | 第35屆香港電影金像獎    | 最佳男配角              | 《全力扣殺》           | 戚冠軍                 | 提名     |
| 2022年 | Yahoo! 搜尋人氣大獎2022 | 熱搜本地男女藝人或組合  | 熱搜本地男女藝人或組合 | 熱搜本地男女藝人或組合 | 頭100位  |
| 2022年 | Yahoo! 搜尋人氣大獎2022 | 人氣電視男角色          | 《下流上車族》         | 車志明                 | 獲獎     |
| 2022年 | AEG 娛樂人氣王2022      | 人氣男演員（電視劇）    | 《下流上車族》         | 車志明                 | 獲獎     |
| 2023年 | 萬千星輝頒獎典禮2022    | 最佳男主角              | 《下流上車族》         | 車志明                 | 最後五強 |
| 2023年 | 萬千星輝頒獎典禮2022    | 最受歡迎電視男角色      | 《下流上車族》         | 車志明                 | 最後五強 |
| 2023年 | 萬千星輝頒獎典禮2022    | 馬來西亞最喜愛TVB男主角 | 《下流上車族》         | 車志明                 | 提名     |
| 2023年 | 萬千星輝頒獎典禮2022    | 最受歡迎電視拍檔        | 《下流上車族》         | 與江美儀               | 最後五強 |
| 2023年 | 萬千星輝頒獎典禮2022    | 最受歡迎電視歌曲        | 《下流上車族》         | 一家人（與文凱婷合唱） | 最後五強 |

## 個人專輯作品列表

### 唱片製作
1987年
- 《自你去後》（個人大碟）*（金唱片）(A & R Records)

1989年
- 《冇有線電台》（與曾志偉合作）（銷量20萬張）(EMI)

1990年
- 《春天大全盒》（與曾志偉合作）(EMI)
- 《冇有線電台新頻道》（與曾志偉合作）(EMI)
- 《The Featles》（與曾志偉、胡大為、廖偉雄合作）(EMI)

1994年
- 《順德人民冇有線衛星廣播電台》（與曾志偉合作）（白金唱片）（華納）

1995年
- 《心經》（全港紅星合唱）發起人、作曲、監製：林敏驄

1996年
- 《暑期作業》（個人大碟）（白金唱片）(WhyMusic)

1997年
- 《東京感覺》個人作品集（個人大碟）(WhyMusic)

2003年
- 《塔里班痴線電台》（與林超榮合作）（WhyMusic）

2008年
- 《我愛你》（個人創作大碟）（環球唱片）

### 派台歌曲成績
| 派台歌曲成績（四台）       | 派台歌曲成績（四台） | 派台歌曲成績（四台） | 派台歌曲成績（四台） | 派台歌曲成績（四台） | 派台歌曲成績（四台） | 派台歌曲成績（四台）                                   | 派台歌曲成績（四台）                                   |      |
| -------------------------- | -------------------- | -------------------- | -------------------- | -------------------- | -------------------- | ------------------------------------------------------ | ------------------------------------------------------ | ---- |
| 唱片                       | 歌曲                 | 903                  | RTHK                 | 997                  | TVB                  | 備註                                                   | 備註                                                   |      |
| 1987年                     |                      |                      |                      |                      |                      |                                                        |                                                        |      |
| 自你去後                   | 自你去後             |                      | /                    |                      | 4                    |                                                        |                                                        |      |
| 1994年                     |                      |                      |                      |                      |                      |                                                        |                                                        |      |
| 順德人民冇有線衛星廣播電台 | 狂野的蕃茄           | -                    | -                    | -                    | -                    | 與曾志偉合唱                                           | 與曾志偉合唱                                           |      |
| 1996年                     |                      |                      |                      |                      |                      |                                                        |                                                        |      |
| 暑期作業                   | 蘇格蘭場放暑假       | -                    | -                    | -                    | -                    |                                                        |                                                        |      |
| 1997年                     |                      |                      |                      |                      |                      |                                                        |                                                        |      |
| 東京感覺                   | 這是愛               | -                    | -                    | -                    | -                    | 翻唱泰迪羅賓歌曲                                       | 翻唱泰迪羅賓歌曲                                       |      |
| 2008年                     |                      |                      |                      |                      |                      |                                                        |                                                        |      |
| 我愛你                     | 不見不散             | -                    | -                    | -                    | 1                    |                                                        |                                                        |      |
| 2015年                     |                      |                      |                      |                      |                      |                                                        |                                                        |      |
|                            | 來吧！人類要奔放     | -                    | -                    | 4                    | -                    | 群星合唱 電影《全力扣殺》主題曲 新城勁爆勵志‧兒歌榜：3 | 群星合唱 電影《全力扣殺》主題曲 新城勁爆勵志‧兒歌榜：3 |      |
| 派台歌曲成績（五台）       |                      |                      |                      |                      |                      |                                                        |                                                        |      |
| 唱片                       | 歌曲                 | 903                  | RTHK                 | 997                  | TVB                  | ViuTV                                                  | 備註                                                   | 備註 |
| 2023年                     |                      |                      |                      |                      |                      |                                                        |                                                        |      |
|                            | 一家人               | -                    | 14                   | -                    | -                    | ×                                                      |                                                        |      |

| 各台冠軍歌總數 | 各台冠軍歌總數 | 各台冠軍歌總數 | 各台冠軍歌總數 | 各台冠軍歌總數 | 各台冠軍歌總數    | 各台冠軍歌總數    | 各台冠軍歌總數 |
| -------------- | -------------- | -------------- | -------------- | -------------- | ----------------- | ----------------- | -------------- |
| 四台a          | 903            | RTHK           | 997            | TVB            | 備註              | 備註              | 備註           |
| 四台a          | 0              | 0              | 0              | 1              | 四台冠軍歌總數：0 | 四台冠軍歌總數：0 |                |
| 五台b          | 903            | RTHK           | 997            | TVB            | ViuTV             | 備註              |                |
| 五台b          | 0              | 0              | 0              | 0              | 0                 | 五台冠軍歌總數：0 |                |

- （*）仍在榜上
- （-）未能上榜
- （×）沒有派往該台
- ^  注解a：包括2023年後的冠軍歌曲
- ^  注解b：2023年起

## 演唱會
- 1997年－《打橫嚟講》(大學會堂) 3場*
- 2003年－《友情真經典林敏怡林敏驄作品演唱會》(香港體育館) 2場*
- 2008年－《棟溝笑2008林敏驄曾志偉》(匯星) 6場*
- 2009年－《林敏驄好歌‧好友演唱會》(九龍灣國際展貿中心) 2場
- 2017年－《今天星閃閃35年時日如飛林敏驄腦交戰作品展演唱會》(香港體育館) 2場*
- 2023年－《蘇格蘭場今天星閃閃林敏驄暨車總腦交戰時日如飛40週年成人禮作品展演唱會之part 2 更精采》(西九文化區竹翠公園) 2場* [31]

## 資料來源
1. ↑  . 東方日報. 2017-03-28  [2023-03-10]. （原始内容存档于2023-03-10）.
2. ↑  .   [2010-07-03]. （原始内容存档于2020-08-18）.
3. ↑  香港電台十大中文金曲委員會 (编). . . 香港: 三聯. 1998: 413. ISBN 962-04-1458-6.
4. ↑  . 香港電台第一台. 2023-03-07  [2023-03-10].
5. ↑  . 香港電台第一台. 2023-03-06  [2023-03-10].
6. 1 2 3  . 明周. 2022-11-04  [2023-03-10]. （原始内容存档于2023-04-07）.
7. 1 2  . 華僑日報. 1972-01-30: 14  [2023-03-10]. （原始内容存档于2025-04-21）.
8. ↑  . 香港電台第一台. 2023-03-13  [2023-03-18].
9. ↑  . 香港電台第一台. 2023-03-14  [2023-03-18].
10. ↑  . 華僑日報. 1987-08-10: 14  [2024-10-20]. （原始内容存档于2025-04-03）.
11. ↑  王志強. . 明周. 2021-12-24. 麥玲玲第一次在電視講命理，是龍年（00年）上林敏驄的有線年三十晚節目。
12. ↑  . 文匯報. 2012-10-22  [2025-01-04]. （原始内容存档于2025-01-14）.
13. ↑  1988年於《點解咁好笑》 演出
14. ↑  2002年於《香港鬆一鬆》 演出
15. ↑  2001年蘇有朋《不只深情》專輯中，歌曲《深情》改編自張一手包辦的曲詞編的歌曲《太遠》 ，張於2002年由廣州來香港發展
16. ↑  . 香港經濟日報. 2021年6月20日  [2021年6月20日]. （原始内容存档于2021年6月24日）.
17. ↑  . 香港蘋果日報. 2000-10-15  [2023-03-10]. （原始内容存档于2023-03-11）.
18. ↑  . 新報. 2000-09-30  [2023-03-10]. （原始内容存档于2023-03-11）.
19. ↑  . 中央社. 2001-07-16  [2023-07-08]. （原始内容存档于2023-07-08）.
20. ↑  .   [2016-01-23]. （原始内容存档于2020-08-18）.
21. ↑  香港電影金像獎董事局. . 2016  [2023-03-10]. （原始内容存档于2023-05-19）.
22. ↑  .   [2016-04-14]. （原始内容存档于2020-06-22）.
23. ↑  .   [2022-12-31]. （原始内容存档于2023-01-28）.
24. ↑  .   [2009-04-10]. （原始内容存档于2009-06-06）.
25. ↑  林敏驄傷完再痛 被揭18年前娶李美鳳 的存檔，存档日期2010-01-07.
26. ↑  . on.cc東網. 2022-09-29  [2022-10-04]. （原始内容存档于2022-10-06）.
27. ↑  . 香港經濟日報. 2022-10-05  [2022-10-05]. （原始内容存档于2022-10-05）.
28. ↑  . 華僑日報. 1985-07-26: 7  [2024-10-31].
29. ↑  . 華僑日報. 1988-12-13: 21  [2024-10-31].
30. 1 2  . 東方日報. 2018-06-13  [2024-11-03]. （原始内容存档于2020-09-28）.
31. ↑  .   [2023-03-25]. （原始内容存档于2023-03-25）.

## 外部連結
- 林敏驄在香港影庫上的簡介
- 林敏驄的新浪微博
- 林敏驄的Facebook專頁
- 林敏驄的Instagram帳戶